# LMNA
LMNA est un gène situé sur le chromosome 1 humain. Il permet la synthèse des lamines A et C par épissage alternatif.

## En médecine
Les mutations de ce gènes sont impliquées dans plusieurs maladies, appelées laminopathies :
- cardiomyopathie dilatée[5]  se caractérisant par des troubles conductif, des arythmies ventriculaires, une survenue chez l'adulte jeune[6], un recours plus fréquent à une transplantation cardiaque[7] ;
- dystrophie musculaire d'Emery-Dreifuss[8] ;
- lipodystrophie familiale partielle[9] ;
- dystrophie musculaire des ceintures[10] ;
- progéria[11].

Certaines maladies sont proches et la distinction entre ces syndromes n'est pas toujours nette, avec des manifestations pouvant recouvrir plusieurs de ces atteintes.